# Стара Раума
61°07′42″ пн. ш. 21°30′48″ сх. д. / 61.128269° пн. ш. 21.513215° сх. д.
Стара Раума (фін. Vanha Rauma, швед. Gamla Raumo) — дерев'яний центр міста Раума у Фінляндії.
Внесена до списку Світової спадщини ЮНЕСКО, через унікальну дерев'яну архітектуру та добре збережене середньовічне планування міста.

Це одне з небагатьох середньовічних міст у Фінляндії.

Площа Старої Рауми становить близько 0,3 км², тут розташовано близько 600 будівель (включаючи господарські будівлі), в яких проживає близько 800 осіб.
Оскільки місто неодноразово вигоряло внаслідок пожеж (найбільші були у 1640 та 1682 роках), найстаріші будівлі міста датуються XVIII століттям.
Проте планування центру міста все ще зберігає більшу частину своєї середньовічної структури.

Дерев'яні будівлі майже виключно одноповерхові, хоча кілька старих будівель також мають підвали.
Житлові будинки розташовані вздовж головної вулиці, а допоміжні будівлі (наприклад, житниці та сараї) зведені уздовж вузьких провулків.

Більшість будинків наразі заселені та належать приватним особам, хоча вздовж двох головних вулиць та навколо міської площі вони в основному використовуються зовні для комерційних цілей.

Межі міста розширилися за межі Старої Рауми лише на початку ХІХ століття, а збільшення торгівлі кораблями призвело до модернізації міста.

Хоча Стара Раума була майже повністю знищена пожежами, кілька будівель і руїн збереглися із середньовічних часів.
Церква Святого Хреста, церква францисканського монастиря, урочисто відкрита в 1512 році, містить кілька середньовічних картин і є однією з головних визначних пам'яток Старої Рауми.

Інша церква в Старій Раумі, церква Святої Трійці, також з 15-го століття, згоріла під час пожежі 1640 року.

Єдиною старовинною кам'яною будівлею є Стара ратуша, яка була побудована в 1776 році.

Інші місця, що становлять особливий інтерес: будинок Кірсті, 18-го — 19-го століть та будинок судновласника Марела, 18-го століття, але з фасадом 19-го століття, обидва зараз є музеями.